# Tuni
Tuni là một thành phố và khu đô thị của huyện East Godavari thuộc bang Andhra Pradesh, Ấn Độ.

## Địa lý
Tuni có vị trí 17°21′B 82°33′Đ / 17,35°B 82,55°Đ Nó có độ cao trung bình là 14 mét (45 feet).

## Nhân khẩu
Theo điều tra dân số năm 2001 của Ấn Độ, Tuni có dân số 50.217 người. Phái nam chiếm 49% tổng số dân và phái nữ chiếm 51%. Tuni có tỷ lệ 64% biết đọc biết viết, cao hơn tỷ lệ trung bình toàn quốc là 59,5%: tỷ lệ cho phái nam là 69%, và tỷ lệ cho phái nữ là 58%. Tại Tuni, 12% dân số nhỏ hơn 6 tuổi.